# Júlio Asclepiodoto
Júlio Asclepiodoto (em latim: Julius Asclepiodotus) foi um prefeito pretoriano romano que, de acordo com a História Augusta, serviu sob Aureliano (r. 270–275), Probo (r. 276–282) e Diocleciano (r. 284–305) e foi cônsul em 292. Em 296, ajudou o césar ocidental Constâncio Cloro no restabelecimento da autoridade romana na Britânia após o governo ilegal de Caráusio e Alecto.

## História

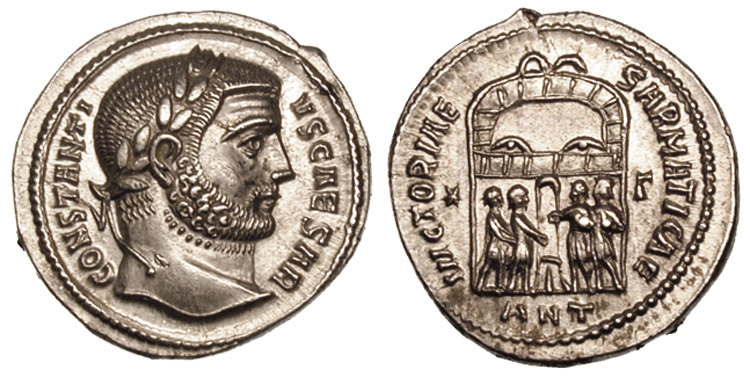
Argento de Constâncio Cloro cunhado em Antioquia

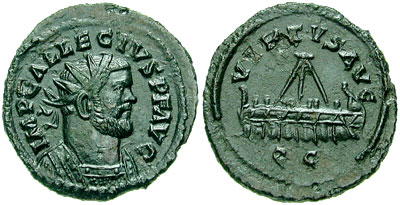
Moeda de Alecto

Segundo a História Augusta, uma obra do século IV, Asclepiodoto foi um dos duques (generais) dos imperadores Aureliano, Probo e Diocleciano e sob o césar ocidental Constâncio Cloro. De 290 a 296 foi prefeito pretoriano. Em 292, ocupou o consulado com Afrânio Hanibaliano. Em 296, acompanhou Constâncio Cloro na campanha vitoriosa contra Alecto, um usurpador que controlava a Britânia.
Enquanto Constâncio partiu da Bolonha, Asclepiodoto tomou uma seção da frota e as legiões de Sandouville e dum ópido próximo de Le Havre, passou pela frota de Alecto na ilha de Wight ao abrigo da neblina e aportou nas cercanias de Southampton ou Chichester, onde incendiou seus navios. Alecto tentou fugir da costa, mas foi cortado pelas tropas de Constâncio e derrotado. Algumas das tropas de Constâncio, que foram separadas do corpo principal pelo nevoeiro durante a travessia do canal, apanharam o resto dos homens de Alecto em Londínio e massacraram-as.

## Lenda
Asclepiodoto também é mencionado na semi-lendária "História dos Reis da Bretanha" de Godofredo de Monmouth (ca. 1136), onde é o duque da Cornualha que se opôs ao usurpador Alecto, que oprimiu a Bretanha. Derrotou e matou Alecto perto de Londres e fez com que seus aliados venédotos matassem por engano o restante das tropas de Alecto, que haviam se refugiado dentro da cidade. Suas cabeças decepadas foram jogadas no rio Galobroc. Asclepiodoto foi então oficialmente coroado rei, e governa por 10 anos. Contudo, seu reinado é contemporâneo com a perseguição dos Cristãos sob Diocleciano, e Godofredo coloca o martírio de Santo Albano neste momento. Em resposta a estas atrocidades, Coel, duque de Colchester, liderou uma revolta contra ele, matou-o, e tomou a coroa.